# Торговля за рубежом
Торго́вля за рубежо́м (укр. Торгівля за кордоном) — щомісячний бюлетень міністерства торгівлі СРСР, який видавали з 1956 року в Москві. 

## Опис
Висвітлював передовий досвід торгівлі та масового харчування різних країн. Публікує також матеріали про організацію роботи магазинів та універмагів, оптових баз та складів, про виробництво напівфабрикатів, нові види тари та упаковки тощо. Значне місце приділяли інформації про спеціалізовані виставки та ярмарки. Розділи: «Рецепти іноземної кухні» та «Моди». Тираж (на 1 січня 1976 року) — 14 тисяч примірників.